# Józef Grzywaczewski
Józef Grzywaczewski (ur. 1952) – polski duchowny katolicki, kapłan diecezji siedleckiej, profesor nauk teologicznych, profesor Uniwersytetu Kardynała Stefana Wyszyńskiego w Warszawie, kanonik gremialny Kapituły Łukowskiej w Diecezji Siedleckiej (od 1997), Kapelan Jego Świątobliwości (od 2016).
W 1977 ukończył studia teologiczne w Wyższym Seminarium Duchownym Diecezji Siedleckiej w Nowym Opolu i przyjął święcenia kapłańskie. W 1981 otrzymał magisterium z patrologii na ATK. Doktorat na Katolickim Uniwersytecie Lubelskim obronił w 1988. Habilitował się w 2010. W 2018 uzyskał tytuł naukowy profesora nauk teologicznych.
Specjalizuje się w teologii dogmatycznej. W latach 1998–2013 pełnił funkcję rektora Seminarium Polskiego w Paryżu.

## Autorskie publikacje monograficzne
- O modlitwie (1990)
- O kontemplacji : w ujęciu św. Klemensa Aleksandryjskiego (1993)
- O miłości : program formacji chrześcijańskiej św. Klemensa Aleksandryjskiego (1996)
- Porozmawiajmy o początkach chrześcijaństwa (1999)
- La vision de Rome et de la "romanitas" de Sidoine Apollinaire (2007)
- La relation du Fils au Père : dans les conceptions théologiques des origines au Concile de Nicée  (2010)
- La religion catholique en Pologne dans le contexte des autres pays d'Europe (2012)
- O księdzu Soszyńskim i rodzinie Baldigerów (2012)
- Prayer of God's Friend : according to Clement of Alexandria (2012)
- Appointing bishops in the first centuries (2013)
- Hippolytus an enigmatic figure (2014)
- Great persecutions and the reconcilation [!] of the lapsi  (2015)
- The Biblical Idea of Divine Mercy in the Early Church  (2016)